# FIDLAR
FIDLAR — американская группа из Лос-Анджелеса, исполняющая гаражный панк. Её название расшифровывается как «fuck it dawg — life’s a risk»; это выражение из сленга скейтбордистов, которые произносят его, выполняя трюки. Коллектив был образован в 2009 году; в его состав вошли гитарист и вокалист Элвис Каен, ударник Макс Каен (сыновья Грега Каена, клавишника панк-группы T.S.O.L.), бас-гитарист Брендон Шварцел из Rooney и фронтмен Зак Карпер. Музыканты называют The Germs, Black Flag и The Cramps среди исполнителей, первоначально повлиявших на их творчество; позднее они испытали влияние классического рока, в особенности Creedence Clearwater Revival.
В первое время FIDLAR делали демозаписи и размещали их в Интернете. Известность пришла к ним после того, как они выступили на фестивале CMJ осенью 2011 года и в газете LA Weekly их дебютный мини-альбом DIYDUI, выпущенный на лейбле White Iris, был назван лучшей панк-пластинкой года из Лос-Анджелеса. В следующем году музыканты подписали контракт с Mom + Pop Music, издавшей их сингл No Waves / No Ass, за которым последовал мини-альбом Don’t Try, названный по эпитафии на могиле Чарльза Буковски. В том же году группа выступала на фестивалях Reading and Leeds и Lollapalooza, а также гастролировала с The Hives.
Долгоиграющая пластинка FIDLAR была выпущена в начале 2013 года; в США релизом занимался лейбл Mom + Pop Music, а в Великобритании — Wichita Recordings.
25 января 2019 года группа представит свой новый альбом.

## Дискография
- 2011: Chinese Weed [сингл]
- 2011: DIYDUI [мини-альбом]
- 2012: No Waves / No Ass [сингл]
- 2012: Don’t Try [мини-альбом]
- 2013: Fidlar [альбом]
- 2015: Too [альбом]
- 2019: Almost Free[альбом]
- 2023: That's Life (мини-альбом)